# Avia 57
O Avia 57 foi um avião comercial checoslovaco com catorze assentos, projetado por Robert Nebesař e construído pela Avia. Era um monoplano construído inteiramente de metal com trem de pouso retrátil e três motores radiais. A aeronave tinha ambições de competir com o Avia 51 e 156, além do americano Douglas DC-2, mas apenas um protótipo foi construído.

## História
O primeiro voo foi realizado em 16 de janeiro de 1934. A aeronave tinha problemas técnicos, com seus pilotos reclamando da rigidez de sua manobrabilidade, a cobertura de tela da asa que se inflava em velocidade de cruzeiro e várias vibrações eram sentidas. Eles criticaram duramente a fraca construção, incapaz de suportar altas velocidades. Em seu registro de voo, o piloto Václav Kočí descreveu a aeronave como segue: "... durante um voo horizontal a toda potência, a aeronave salta completamente, não podendo ser controlada, com a potência tendo que ser completamente reduzida, caso contrário a cauda e o leme seriam arrancados. Não é possível voar com ela. A construção é fraca na cauda e o projetista não recebe a opinião de ambos os pilotos e ele mesmo tem medo de se sentar na aeronave ..."
Em 12 de abril de 1935, o único protótipo foi destruído em um acidente após sua asa ter quebrado, cerca de sete minutos após o protótipo do Avia 156 ter se acidentado. O Avia 57 entrou em um parafuso durante o voo, durante o qual as superfícies de cauda separaram-se da aeronave, com ambos os pilotos (Cyril Novotný e Eduard Šmíd) falecendo no acidente. Os destroços estavam em uma floresta próximo ao vilarejo de Vinoř, menos de oito quilômetros do local do impacto do Avia 156, próximo a Polerady.
A causa dos acidentes foi inicialmente considerada como uma colisão entre ambas as aeronaves, versão também defendida pela Avia. De acordo com a Comissão de Investigação do Ministério Público, a colisão provavelmente não ocorreu e a causa foi deficiências estruturais das máquinas, com o Instituto de Pesquisas e Testes de Aviação rechaçando a possibilidade de colisão e identificando a falta de rigidez nos sistemas de suporte de carga em ambos os protótipos como causa  mais provável para o acidente.
Após estes acidentes, o Eng. Nebesář concluiu seus trabalhos em aviões comerciais e foi colocado para trabalhar apenas com aeronaves militares.